# Game Room
Game Room foi um serviço de jogos sociais para o Xbox 360, Microsoft Windows e Windows Phone 7. Lançado em 24 de março de 2010, o Game Room permite aos jogadores baixar jogos eletrônicos clássicos e competir entre si por pontuações mais altas. Os jogadores no Xbox 360 e Windows podem acessar o Game Room por meio de suas respectivas versões dos serviços online do Microsoft Live (Xbox Live e Games for Windows – Live). Os servidores foram desligados em 31 de outubro de 2017.
Na Consumer Electronics Show de 2011, a Microsoft anunciou uma versão móvel do Game Room para Windows Phone 7. Asteroids Deluxe foi o único jogo anunciado, mas uma demonstração revelou protótipos funcionais de Centipede e Shao-Lin's Road.

## Formato
A front-end do Game Room pode ser baixado gratuitamente na loja online do Marketplace da Microsoft. Quando iniciado, os jogadores são apresentados a um fliperama virtual de três andares, cada história contendo quatro salas separadas. Estas salas podem ser decoradas da maneira que o jogador desejar, usando os temas e cenários incluídos. O jogador pode preencher as salas com gabinetes de jogos virtuais que são utilizados para jogos de arcade e consoles baixados por meio do serviço, sendo que cada cômodo comporta no máximo oito gabinetes.
Os jogos para o Game Room são disponibilizados por meio de pacotes de jogos para download. Embora o download dos pacotes seja gratuito, os jogos individuais devem ser adquiridos para que sejam jogados por completo. Os jogadores podem jogar cada jogo do pacote uma vez sem custo, limitado a dez minutos de tempo de jogo. Os jogos são comprados jogo a jogo, o que permite jogar o jogo sem limites.
Anteriormente, isso era limitado ao Xbox 360 ou Games for Windows, mas uma atualização posterior removeu essa distinção, padronizando as compras de jogos para o modelo anterior "Play Anywhere" (um modelo de gasto multiplataforma que seria expandido anos depois para Xbox One e Windows 10 como Xbox Play Anywhere).

## Jogabilidade
Os jogos no Game Room são iniciados selecionando-os enquanto os jogadores navegam em seus arcades. Cada jogo oferece um "modo clássico", onde é possível definir uma série de opções de jogo, dependendo do formato do jogo. Os jogos de arcade têm interruptores DIP que podem ser alterados para aumentar a dificuldade ou oferecer vidas adicionais ao jogador, enquanto os jogos de console têm suas variações de jogo originais. Ambos são acessíveis por meio das interfaces na tela do Game Room.
Além disso, alguns jogos podem ser jogados em um "modo ranqueado" especial, que permite que as pontuações sejam postadas nas tabelas de classificação online enquanto limita as opções de jogo a uma única variação comum a todos os jogadores, bem como desabilita várias opções do Game Room, aparentemente para evitar classificações falsas ou outras formas de trapaça.
Enquanto navegam em seus arcades, os jogadores veem seus avatares e de seus amigos online vagando e jogando; Os jogadores do Xbox 360 veem seus avatares de console, enquanto os jogadores de PC veem avatares genéricos. Da mesma forma, os jogadores podem visitar os arcades de seus amigos online, bem como jogar os jogos lá encontrados. Se o arcade de um amigo tiver um jogo que o jogador não possui, o jogador pode comprar jogadas ou usar seus tokens no jogo. No entanto, o jogador pode jogar cópias de um jogo que já possui gratuitamente. Os jogadores também podem desafiar seus amigos em vários jogos em competições baseadas em pontuação e habilidades.
Durante o jogo, os jogadores ganham medalhas com base em sua pontuação ou por quanto tempo eles jogaram o jogo (tanto para aquele jogo individual como em todos os tempos daquele jogo). As medalhas são oferecidas em ouro, prata e bronze, cada uma valendo um certo número de pontos. Conforme os jogadores ganham medalhas, eles podem avançar em níveis, o que desbloqueará novos temas e cenários para serem usados em seus arcades. Como outros títulos LIVE, os jogadores também ganham conquistas com base em sua jogabilidade.

## Seleção de jogos
Os lançamentos iniciais do game pack para Game Room eram uma mistura de jogos de arcade, Intellivision e Atari 2600. Outras máquinas de arcade também seriam cobertas, com a Microsoft prometendo pelo menos 1000 gabinetes de arcade virtuais nos três anos subsequentes. Apesar da promessa da Microsoft, não houve nenhum jogo novo ou outro conteúdo desde o lançamento do Game Pack 13 em 22 de dezembro de 2010. Inicialmente, a Microsoft anunciou planos de lançar pacotes de jogos semanalmente, começando em 28 de abril de 2010, embora o primeiro novo lançamento não tenha ocorrido até 5 de maio de 2010.